# Termas de Sangemil
As Termas de Sangemil situam-se na freguesia da Lajeosa do Dão, no concelho de Tondela, distrito de Viseu, junto às margens do rio Dão.
Trata-se de uma água sulfúrea sódica, que brota a 49° C.  
Estas termas têm como primeira indicação terapêutica as patologias do foro reumatológico e algumas patologias músculo-esqueléticas como osteoartrites e espondiloses. Como segunda indicação, destinam-se ao tratamento de patologias das vias respiratórias superiores, como sinusites, faringites, amigdalites, rinites, entre outras.